# Reserva do Exército dos Estados Unidos

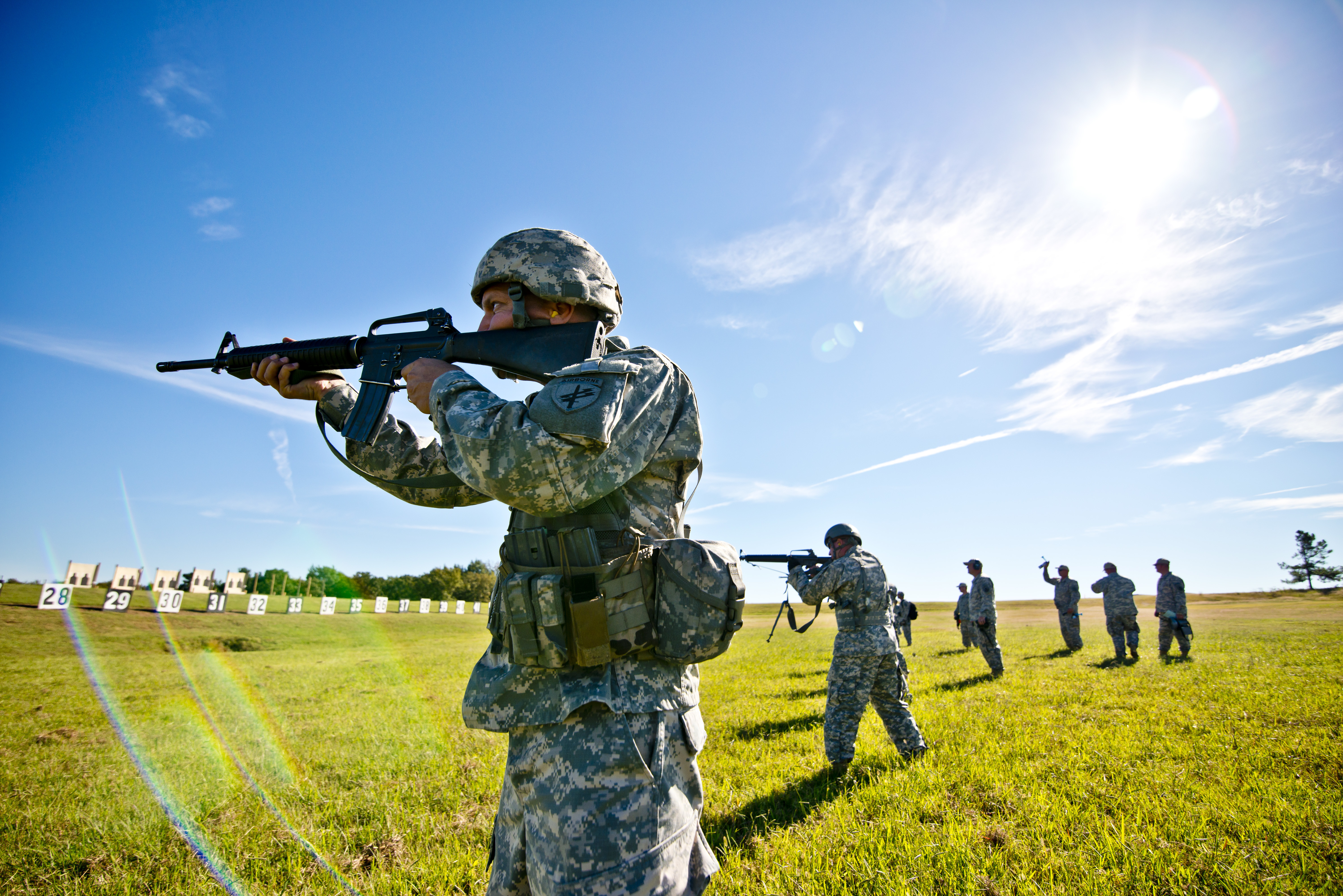
Tropas da reserva do exército americano em treinamento.

O Reserva do Exército dos Estados Unidos (em inglês: United States Army Reserve, USAR) é a reserva militar federal do exército dos Estados Unidos. Juntos, a Reserva do Exército e a Guarda Nacional constituem o elemento de infantaria dos Componentes da Reserva das Forças Armadas dos Estados Unidos. Atualmente possuiu 205 mil membros.
Em 30 de junho de 2016, o tenente-general Charles D. Luckey se tornou o 33º Chefe da Reserva dos Estados Unidos e Chefe Geral do Comando da Reserva do Exército (USARC).